# Sirály menedzsment

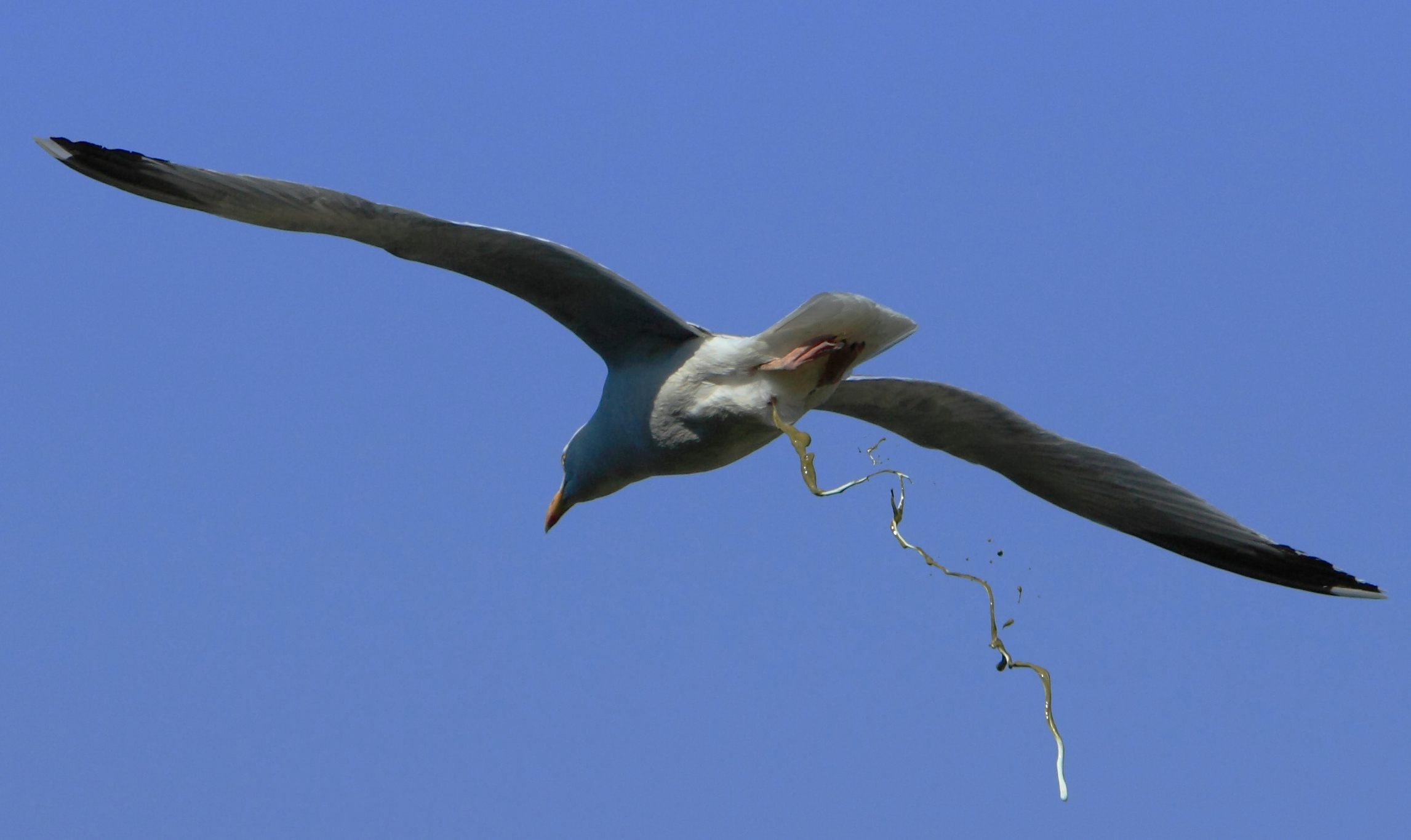
A sirály menedzsment képszerű jellemzése: ürítő ezüstsirály (Larus argentatus)

A sirály menedzsment egy olyan vezetési stílus, amiben a vezető csak akkor lép kapcsolatba beosztottjaival, amikor baj van. Ez a felfogás ahhoz vezet, hogy sietős döntéseket hoznak kevés információ birtokában, és olyan dolgokról döntenek, amiket nem értenek eléggé. A zavaros helyzetet a beosztottaknak kell kezelniük.  Az elnevezés  Ken Blanchard könyvéből származik, ami 1985-ben jelent meg Leadership and the One Minute Manager címmel: A sirály vezető berepül, rápiszkít mindenkire, majd kirepül.
Mivel csak akkor foglalkoznak beosztottjaikkal, ha gond van, ritkán vagy nem bátorítanak vagy dicsérnek. A problémákért másokat tesznek felelőssé,  és magukra vonják a figyelmet, hogy fontosnak látszódjanak. Kritizálnak másokat, de nem vagy alig vesznek részt a probléma megoldásában.
Ez a vezetési stílus képzetlen, tapasztalatlan vagy frissen kinevezett vezetőt jelez. Viccesen jellemezhető úgy is, mint: A főnök elvégezte a munka oroszlánrészét: Már üvöltött!

## Fordítás
Ez a szócikk részben vagy egészben  a   Seagull manager című angol Wikipédia-szócikk fordításán alapul.  Az eredeti cikk szerkesztőit annak laptörténete sorolja fel. Ez a jelzés csupán a megfogalmazás eredetét és a szerzői jogokat jelzi, nem szolgál a cikkben szereplő információk forrásmegjelöléseként.